# Coleopora americana
Coleopora americana är en mossdjursart som beskrevs av Osburn 1940. Coleopora americana ingår i släktet Coleopora och familjen Teuchoporidae. Inga underarter finns listade i Catalogue of Life.